# Johann August Just
Johann August Just was een componist en klavecinist van vermoedelijk Duitse oorsprong werkend eind 18e eeuw. Zijn geboorteplaats en –datum zijn niet bekend, net als zijn plaats en datum van overlijden.
Hij was in Berlijn leerling van Johann Kirnberger) en in Den Haag van Friedrich Schwindeln. Hij schreef de opera's Sympathie en De koopman van Smyrna; het titelblad vermeldt daarbij J.H. Just en muzieq-meester van de princesse. Er zijn ook ouvertures en werken voor toetsinstrumenten en kamermuziekensembles van hem bekend.
Hij was enige tijd hofmuzikant van Willem V van Oranje-Nassau en was muziekdocent van Wilhelmina van Pruisen (de genoemde princesse).
Het Duitse platenlabel cpo heeft een cd met zijn werk uitgegeven al vermeldden zij als naam Justin August Just. Zijn Zes divertissementen opus 12 (uitgave J.J. Hummel) zijn opgedragen aan de Friese grietman Nicolaus Arnoldi Knock, muziekliefhebber (par son très humble serviteur).
- Bibliothèque nationale de France: cb14852300f (data)
- Gemeinsame Normdatei: 134972325
- International Standard Name Identifier: 0000 0000 8352 7406
- Library of Congress Control Number: n96077210
- MusicBrainz: deb81fb2-6e12-415e-80cb-b520f1ad43e6
- Nationale Bibliotheek van Tsjechië: mzk2017973482
- Nederlandse Thesaurus van Auteursnamen: 124287751
- SNAC: w6dc8ddq
- Virtual International Authority File: 5198409
- WorldCat: E39PBJqvWj3Br86QJHxtxrKTpP